# Conophyma xinjiangensis
Conophyma xinjiangensis är en insektsart som beskrevs av Huang, C. 1982. Conophyma xinjiangensis ingår i släktet Conophyma och familjen Dericorythidae. Inga underarter finns listade i Catalogue of Life.